# Jegor Letow

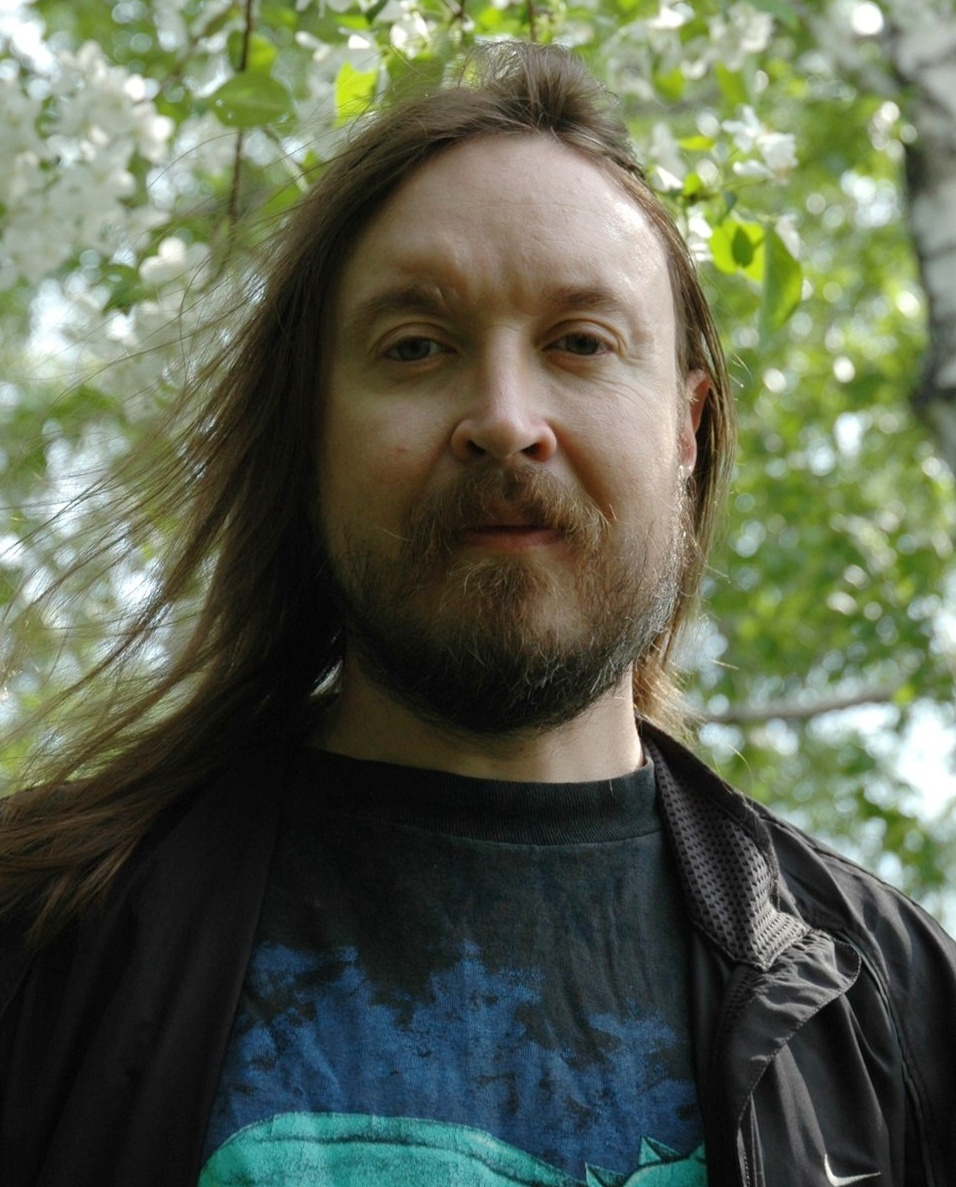
Jegor Letow (2007)

Jegor Letow (russisch Егор Летов; eigentlich Игорь Фёдорович Летов/Igor Fjodorowitsch Letow; * 10. September 1964 in Omsk, UdSSR/Russland; † 19. Februar 2008 ebenda) war ein einflussreicher sibirischer Punk-Rockmusiker und Poet. Bekannt wurde er insbesondere als Frontmann der Punkband Graschdanskaja Oborona. Er ist der jüngere Bruder des bekannten Jazz-Musikers Sergei Letow, mit dem Jegor gelegentlich auch zusammenarbeitete.

## Leben und Karriere
Jegor Letow wurde in der sibirischen Großstadt Omsk 1964 geboren. Bis zum Alter von 12 Jahren erlebte er, nach eigenen Angaben, infolge einer nicht festgestellten Krankheit mehrmals den klinischen Tod. Seit den frühen 1980er Jahren war Letow als Rockmusiker aktiv. Er schrieb selbst seine kompromisslosen Texte, bei denen er weder politische und sozialkritische Themen, noch Vulgärsprache vermied, was in dieser Zeit eine außerordentliche Provokation darstellte. Dazu spielte er selbst sowohl akustische als auch E-Gitarre. 1984 gründete er die Band Graschdanskaja Oborona und war in den nächsten Jahren daneben auch in anderen Bands aktiv.
In den 1980er Jahren wurde Letow als Punk vom KGB verfolgt und musste einige Zeit in einer psychiatrischen Klinik verbringen. Da sein Schicksal nach der Einweisung in die Psychiatrie unklar war, nahm er kurz davor in seinem Heimstudio in nur zwei Wochen fünf Alben der Graschdanskaja Oborona auf. Letow spielte allein fast alle Instrumente. Diese fünf Alben von 1987 gelten trotz mangelnder Tonqualität als Musterbeispiele des russischen Punk-Rocks und Klassiker von Graschdanskaja Oborona. Nach seiner Entlassung nahm er weitere Alben mit Graschdanskaja Oborona auf und gab mit ihr bis 1990 Konzerte in der UdSSR. In dieser Zeit arbeitete Janka Djagilewa – eine weitere wichtige Figur in der sibirischen Underground-Rockbewegung – mit der Band zusammen.
Gegen 1990 löste Letow Graschdanskaja Oborona auf, wandelte aber eigentlich die Band in ein anderes Projekt namens Jegor i Opisdenewschije (Егор и Опизденевшие) um. Bei diesem war neben Letow auch das andere Hauptmitglied von Graschdanskaja Oborona tätig - Konstantin „Kusja Uo“ Rjabinow. Jegor i Opisdenewschije veröffentlichten 1990 und 1992 zwei Alben: Pryg-skok (Прыг-скок) und Sto let odinotschestwa (Сто лет одиночества, deutsch Hundert Jahre Einsamkeit). Beiden Alben gelten als Höhepunkte des künstlerischen Schaffens Letows. Der Stil der Musik Letows wandelte sich ab dieser Zeit in Richtung des Psychedelic Rock.
Nach dem Zerfall der Sowjetunion positionierte er sich im Gegensatz zu vielen anderen russischen Rockmusikern kompromisslos gegenüber der Musikindustrie und dem Establishment. Er galt als „unverkäuflich“.
In den 1990er Jahren war Letow als Inhaber des Parteibuches Nr. 4 führendes Mitglied der Nationalbolschewistischen Partei Eduard Limonows, wofür ein Teil seiner Fans kein Verständnis hatte. Nach 1998 engagierte er sich jedoch nur noch wenig für die Partei, erklärte sich 2004 als zu keiner politischen Strömung gehörig und bezeichnete sich später als „Weltchrist“.

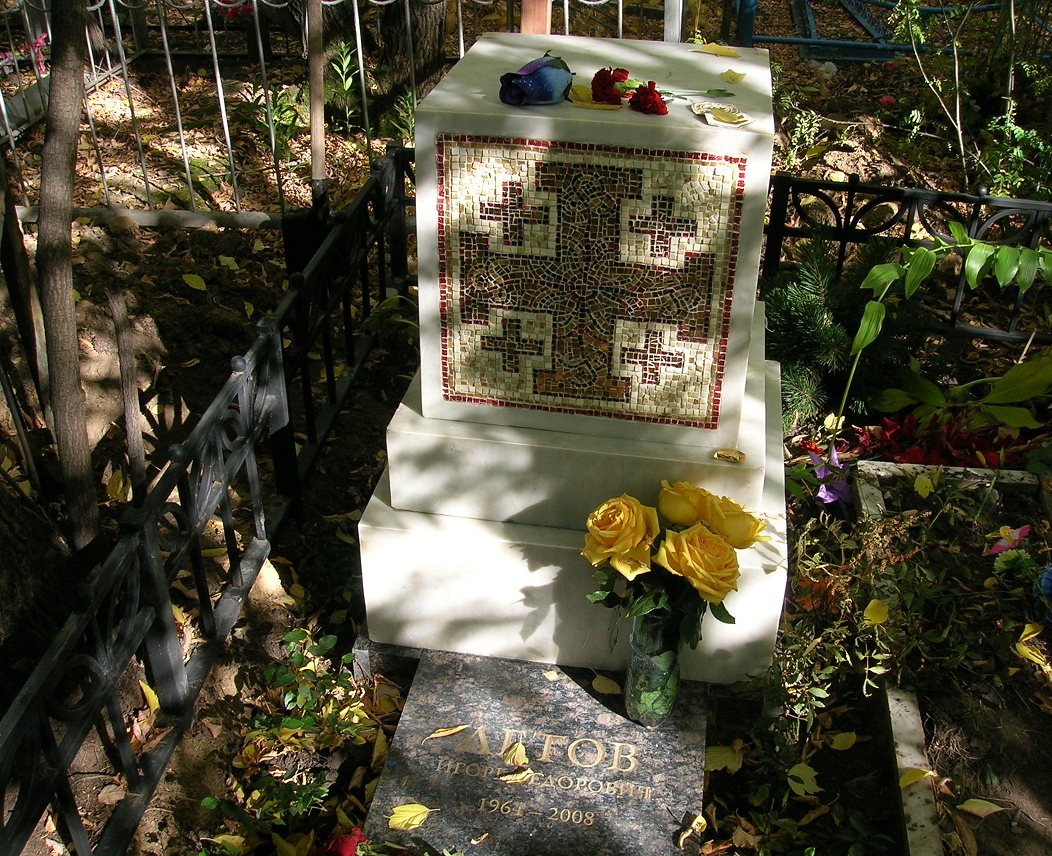
Jegor Letows Grab in Omsk

In der Mitte der 1990er Jahre wurde Graschdanskaja Oborona wieder ins Leben gerufen und existierte danach ununterbrochen bis zum Tod Letows im Februar 2008. Es wurden zwar weniger als in den 1980er Jahren, aber doch immer wieder neue Alben der Band veröffentlicht. Die Aufnahmen aus den 1980er Jahren wurden restauriert und auf CDs wiederveröffentlicht. In den 2000er Jahren trat Jegor Letow sowohl als Solokünstler als auch mit seiner Band Graschdanskaja Oborona mehrfach in Deutschland auf.
2008 starb er in seiner Wohnung in Omsk. Zunächst wurde Herzversagen als Todesursache angenommen. Einen Monat nach seinem Tod wurde jedoch das Ergebnis der Untersuchung der russischen Staatsanwaltschaft veröffentlicht, wonach Letow an einer Ateminsuffizienz infolge einer Alkoholvergiftung starb.

## Diskografie
Siehe auch unter: Graschdanskaja Oborona

### Soloalben
- 1988: Russkoje polje eksperimentow (Русское поле экспериментов, Russisches Experimentierfeld; akustisch)
- 1989: Werschki i koreschki (Вершки и корешки; 2 Teile)
- 1989: Musyka wesny (Музыка весны, Frühlingsmusik; 2 Teile, akustisch)
- 1992: Wosduschnyje rabotschije woiny (Воздушные рабочие войны, Arbeitluftkriege; akustisch; eigene, Volks- und sowjetische Lieder)
- 1996: Konzert w gorode-geroje Leningrade (Концерт в городе-герое Ленинграде, Konzert in der Heldenstadt Leningrad; akustisch; 2. Juni 1994)
- 1997: Konzert w rok-klube „Poligon“ (Концерт в рок-клубе „Полигон“, Konzert im Rockclub „Poligon“ Sankt Petersburg)
- 2002: Bratja Letowy (Братья Летовы, Die Gebrüder Letow; Konzert des Projektes O.G.I. mit Sergei Letow: Titel von Jegor Letow, Kommunism, DK)
- 2003: Jegor Letow, GO, Lutschscheje (Егор Летов, ГО, Лучшее, Jegor Letow, GO, Das Beste; Konzertsampler von den Konzerten im „Poligon“ Sankt Petersburg)

### Bootlegs
- 1986: Pesni w pustotu (Песни в пустоту, Lieder in die Leere; akustisch, mit Je. Filatow)
- 1989: Jegor i Janka (Егор и Янка, Jegor und Janka; Hauskonzert in Charkiw, mit Janka Djagilewa)
- 1990: Prasdnik kontschilsja (Праздник кончился, Das Fest ist zu Ende; akustisch in Kiew)
- 1995: Akustika w „Kosmonawte“ (Акустика в „Космонавте“, Akustik im „Kosmonauten“ Sankt Petersburg)
- 1998: Akustika w Karagande (Акустика в Караганде, Akustik in Karaganda)

### Videos
- 1994: Konzert w gorode-geroje Leningrade (Концерт в городе-герое Ленинграде, Konzert in der Heldenstadt Leningrad; akustisch)
- 1997: Konzert w d/s „Krylja Sowetow“ (Концерт в д/с „Крылья Советов“, Konzert im Sportpalast „Krylja Sowetow“, Moskau; Interview)

### Singles (Auswahl)
- Всё идёт по плану
- Моя оборона
- Солдатами не рождаются
- Отряд не заметил потери бойца
- Государство
- Зоопарк
- Всё как у людей
- Вершки и корешки

## Film
- I Don't Believe in Anarchy (orig. russisch Здорово и вечно). Dokumentation, RUS/CH 2015, Regie: Anna Tsyrlina, Natalya Chumakova